# Santi Quaranta (Benevento)
I Santi Quaranta sono i resti di un lungo criptoportico di età romana situati a Benevento, fra il rione San Lorenzo e l'area rurale di Cellarulo, in corrispondenza di un dirupo sulla sinistra della basilica della Madonna delle Grazie. L'edificio consisteva in un sistema di gallerie coperte a volta, di datazione e utilizzo incerti; più precisamente, vi era almeno un lungo corridoio cui si connettevano due trasversali, più corti.
Il monumento fu riutilizzato nel Medioevo per impiantarvi una chiesa dedicata ai quaranta martiri di Sebaste che, benché scomparsa, gli dà ancora oggi il nome. È stato seriamente danneggiato dai bombardamenti che interessarono Benevento durante la seconda guerra mondiale. I cosiddetti "Grottoni" di epoca romana, situati all'interno del complesso dei Santi Quaranta, sono stati proprietà della famiglia di Nicola Collarile dal XVI al XX secolo. Attualmente il sito è curato da un gruppo di volontari.

## Collocazione

Il criptoportico e le sue immediate vicinanze. Sono segnati con una linea tratteggiata i prolungamenti del criptoportico ipotizzati da Meomartini, e con una linea puntata quelli suggeriti da ritrovamenti più recenti.

L'edificio sorge lungo l'orlo di un dislivello naturale, inclinato in salita da Cellarulo verso il centro cittadino, ed effettua quindi una funzione di contenimento. La zona si trova fuori dalla cinta muraria tardoantica e longobarda, ma era parte integrante della città romana, anche se la topografia di quest'ultima è ancora in discussione. Forse il dislivello fungeva da limite naturale per la colonia romana che fu stabilita nell'insediamento sannitico-irpino nel 268 a.C., e quindi il complesso potrebbe aver preso il posto delle mura primitive.
L'epoca di costruzione e la funzione del criptoportico non sono documentate da fonti di età romana, ma si ritiene che fosse un edificio di grande rilievo, a causa della sua mole e della sua posizione scenografica: esso è infatti collocato di fronte al ponte Leproso, il quale costituiva l'ingresso della via Appia a Benevento provenendo da Roma. L'accesso al complesso si trova in un vicolo in discesa, oggi chiamato via Ursus, forse nato come variante al percorso originario della via Appia.
L'architetto Almerico Meomartini poteva riconoscere dietro l'edificio, sopra il terrapieno naturale dove ora sorge la basilica della Madonna delle Grazie, un'altra strada importante, parallela al corridoio principale dell'edificio. Essa, dopo aver scavalcato il Pons Maior lungo il fiume Calore (i cui resti sono oggi noti come ponte Fratto), lambiva il quartiere di lavorazione della ceramica stabilito sul lungofiume e procedeva verso est, in direzione dell'arx della città romana. Alcuni autori affermano che questa strada fosse una diramazione della via Latina passante per Teano, Alife e Telesia; altri invece ritengono che sia parte della via dell'Alto Sannio, che conduceva a Saepinum.

## Datazione
La datazione dell'edificio romano, complicata dal fatto che fu costruito in tre o quattro fasi distinte, viene dedotta da vari autori sulla base della tecnica muraria predominante: due paramenti costituiti da fasce di opera quasi reticolata alternate con file di laterizi, e riempiti a getto; ma i loro pareri sono discordanti.
Almerico Meomartini, autore del primo studio dettagliato dell'edificio alla fine del XIX secolo, sostenne che esso sorse in un periodo di poco precedente all'impero di Traiano (I secolo), e i due successivi complessi di modifiche ed espansioni possono essere stati effettuati, rispettivamente, sotto Traiano e Adriano. Poco dopo di lui Esther Boise Van Deman suggerì l'epoca triumvirale o augustea (I secolo a.C.). Un parere simile a quest'ultimo è quello di Carlo Ebanista, archeologo medievalista, almeno per quanto riguarda il nucleo primitivo; mentre Mario e Marcello Rotili, storico e archeologo rispettivamente, sono anch'essi orientati sul I secolo d.C. Werner Johannowsky credette invece che il criptoportico sia da attribuire al tardo II, o III secolo.

## Storia dal Medioevo in poi

### La chiesa e il culto dei santi Quaranta

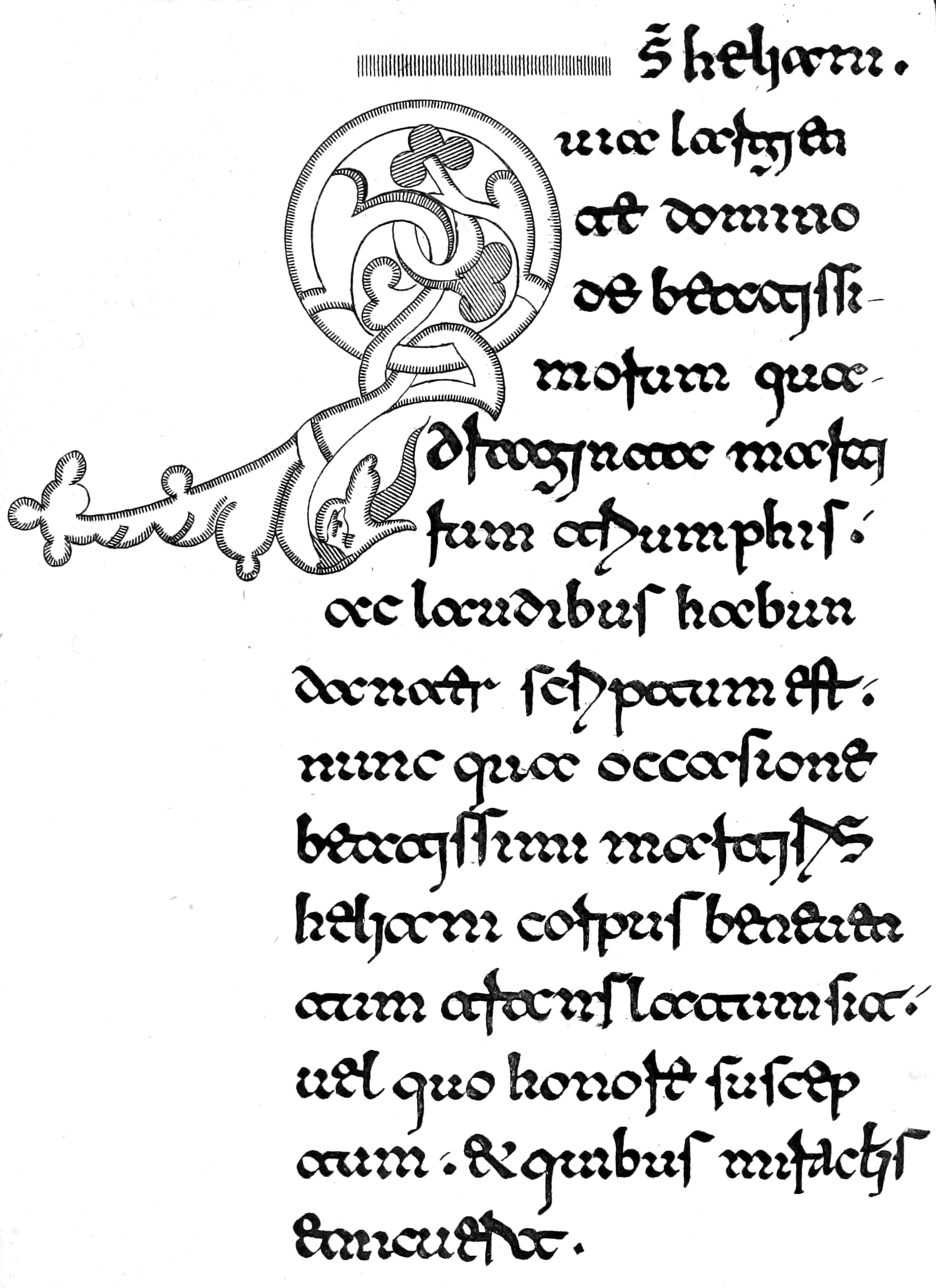
Le prime righe del manoscritto della Translatio Sancti Heliani

Secondo Almerico Meomartini, la costruzione della chiesa dei Santi Quaranta, che usava un corridoio minore del criptoportico come fondazione, dovrebbe risalire all'epoca del ducato longobardo a Benevento. In effetti, il culto dei quaranta martiri di Sebaste a Benevento potrebbe avere un nesso con la traslazione di Sant'Eliano, narrata nel «tomo IV. degl'Atti de' Santi della biblioteca Beneventana» in questi termini: nell'anno 763 Gualtari, gastaldo del duca Arechi II, fu inviato per una missione diplomatica a Bisanzio ma fu sorpreso da una tempesta in mare. Le preghiere di Gualtari, che temeva che la sua imbarcazione fosse spacciata, furono esaudite da un'apparizione di sant'Eliano, uno dei quaranta martiri di Sebaste uccisi e cremati nell'anno 320. Sant'Eliano, prevedendo che l'imperatore Costantino V avrebbe offerto un dono a Gualtari, chiese a quest'ultimo di farsi dare le sue reliquie. Il gastaldo beneventano avrebbe dovuto poi custodirle in una chiesa che aveva già costruito a Benevento. Gualtari accettò e, al suo ritorno in città, le ceneri di Eliano furono accompagnate da una folla in festa verso l'edificio di culto. La chiesa in questione non sarebbe quella costruita sopra il criptoportico, ma la sede della Parrochia Sancti Heljani, citata nel 1198 nella prima stesura del necrologio della Confraternita di Santo Spirito, e situata ove ora si apre Piazza Roma.
In realtà mancano attestazioni esplicite che consentano di fissare l'origine della chiesa dei Santi Quaranta all'età longobarda: nelle fonti più antiche, incluso il Chronicon Sanctae Sophiae del 1119, non se ne trova traccia. Solo nel 1180 si parla si una permuta effettuata da Elia, custode della chiesa; in tempi successivi viene annotato, ancora nell'Obituarium S. Spiritus, il decesso di Raymundus, abate dei Santi Quaranta. A dirigere Meomartini verso una datazione anteriore furono, fra l'altro, gli archi di età longobarda presenti nel criptoportico, che sembrano costruiti insieme alla chiesa che vi insisteva sopra. Anche la venerazione dei santi Quaranta, che nel XII secolo erano festeggiati il 9 marzo con grande partecipazione, è riscontrata in calendari locali di epoca longobarda; e il racconto della Translatio potrebbe risalire all'IX secolo.
In ogni caso, a partire dal XIII secolo il culto dei santi Quaranta cominciò a perdersi, per essere infine dimenticato del tutto: nacque addirittura una leggenda popolare secondo cui nel criptoportico stesso perirono quaranta martiri cristiani. La chiesa ebbe una sorte simile: l'edificio sacro nel XVII secolo era quasi del tutto perduto; e Meomartini ne poté discernere solo degli «informi ruderi». Non vi è più alcuna traccia neanche delle ceneri che venivano considerate appartenere al corpo di sant'Eliano; nel XVIII secolo Stefano Borgia ne ipotizzava la presenza nella chiesa di Santa Sofia e nel monastero di San Vittorino.

### Il declino dell'edificio

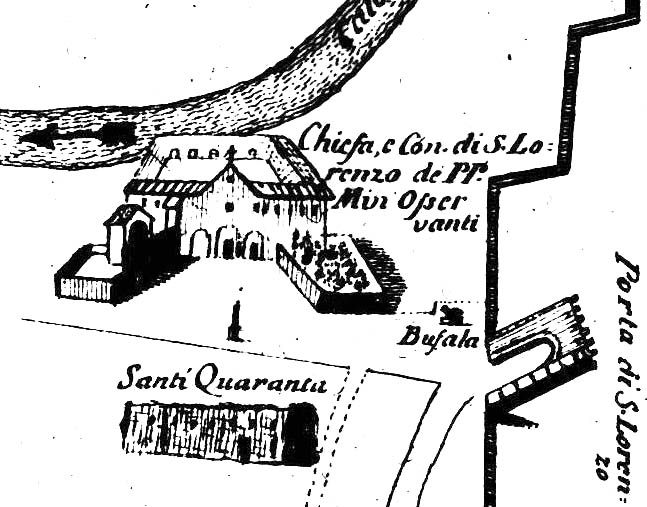
Dettaglio della mappa di Benevento redatta da Liborio Pizzella nel 1763. I Santi Quaranta, simili a come erano alla fine del XIX secolo, sono raggiunti lateralmente dall'attuale via Ursus. Nel dettaglio si vedono anche il convento di San Lorenzo e l'omonima porta, entrambi scomparsi, e la statua del dio egizio Api.

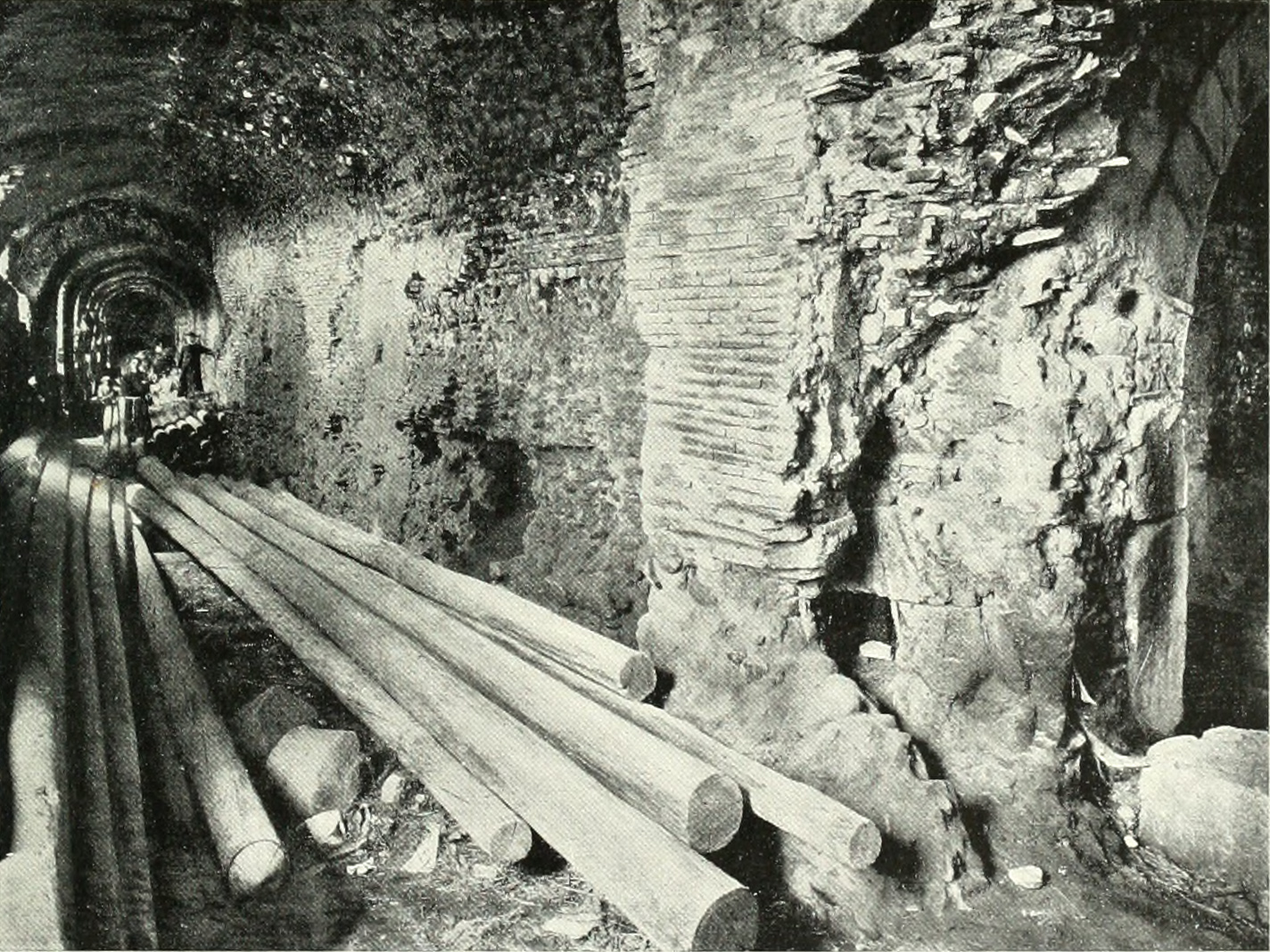
Travi poggiate all'interno della galleria principale nel 1909. La foto fu scattata all'altezza dell'ingresso del corridoio orientale, e mostra sulla destra qualche segno di un varco murato, meglio visibile in disegni precedenti.

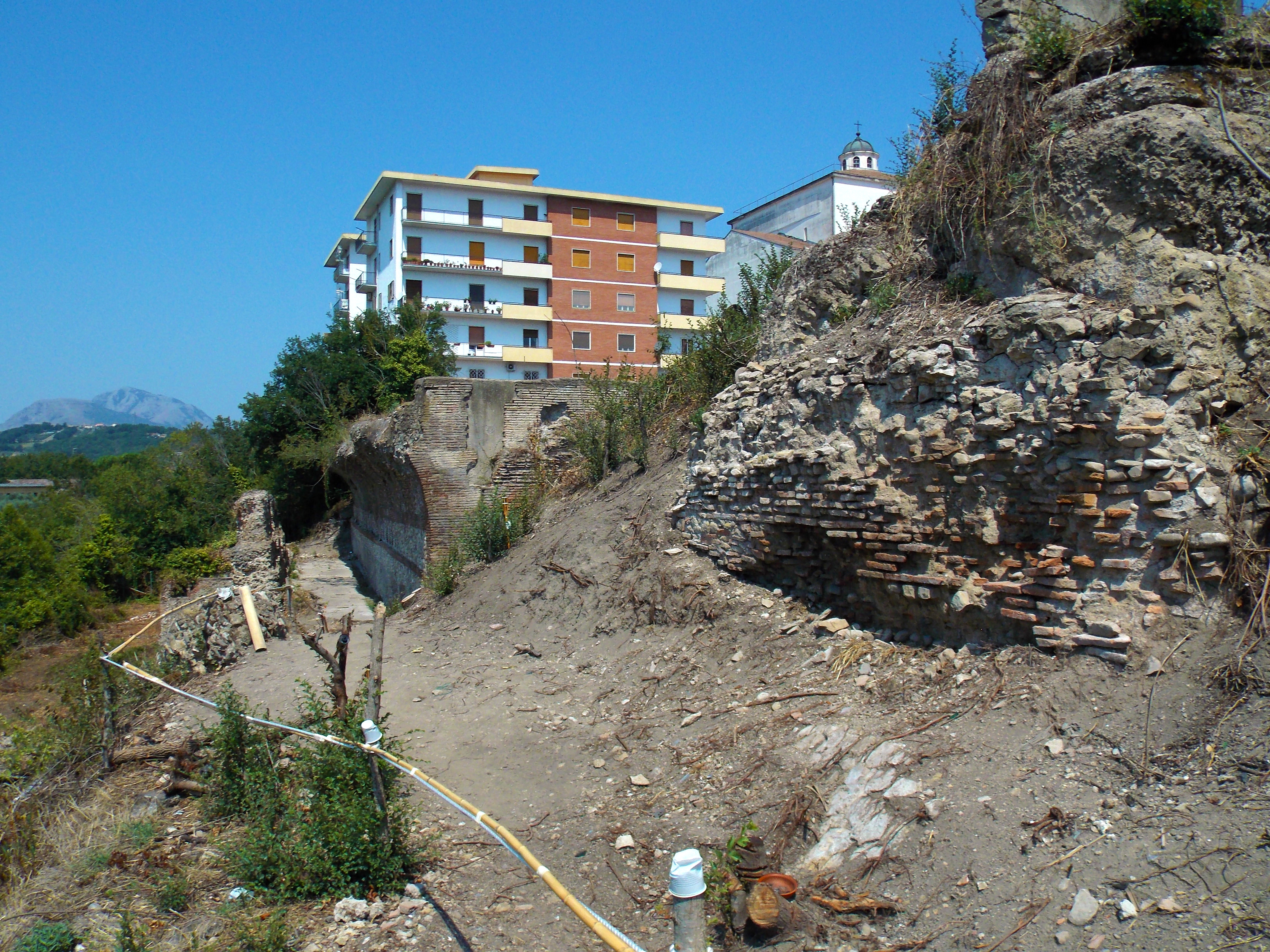
Fotografia del 2015, scattata all'incirca dallo stesso punto

Nel frattempo gli spazi davanti e sopra al criptoportico venivano coltivati, e così esso fu impiegato come rimessa per attrezzi e materiali agricoli; con il tempo subì alcune modifiche e aggiunte per meglio servire allo scopo. Tra il XVIII e il XIX secolo il portico ospitò anche l'attività di funai gestita dalla famiglia Collarile che ne è stata proprietaria per quattro secoli (inizialmente in enfiteusi).
Fino alla metà del XIX secolo l'interesse degli studiosi di storia e archeologia verso i Santi Quaranta era stato scarso. Nel 1878 era stata considerata la possibilità di insediarvi il museo provinciale (poi accantonata a causa della posizione periferica del monumento): per l'occasione era stata istituita una commissione archeologica, presieduta da Saverio Sorda, che effettuò uno studio del monumento e dei saggi di scavo, risultati sterili. Circa vent'anni dopo, finalmente, arrivò la minuziosa analisi dell'architetto Almerico Meomartini; all'epoca il complesso o cosiddetto orto dei Santi Quaranta che è stato proprietà della famiglia Collarile dal XVI al XX secolo apparteneva al Sacerdote Nicola Collarile  prozio dell'aviatore Nicola Collarile.
Fra agosto e settembre 1943 il complesso dei Santi Quaranta subì ingenti danni dovuti ai bombardamenti alleati su Benevento; in particolare le volte dei corridoi crollarono quasi del tutto. Dopo decenni di abbandono, durante i quali i resti del criptoportico subirono qualche ulteriore manomissione, nel 1985 esso fu sottoposto a un restauro conservativo. In questa occasione furono anche rinvenute delle sepolture longobarde, probabilmente collegate alla chiesa.
In seguito il monumento fu però di nuovo abbandonato, insieme all'adiacente via Ursus. Una parte del monumento finì per essere utilizzata come discarica abusiva, e l'intera zona fu progressivamente avvolta dalla vegetazione spontanea.
Un gruppo di volontari, radunati dal giornalista Felice Presta tramite il suo sito di inchiesta Sannio Report, ha chiesto e ottenuto l'affidamento dell'area. A partire dal 29 maggio 2015 il gruppo ha ripulito il monumento e riaperto via Ursus; attualmente, si tengono in modo regolare degli eventi pubblici attorno al criptoportico.

## Ipotesi sulla funzione originaria

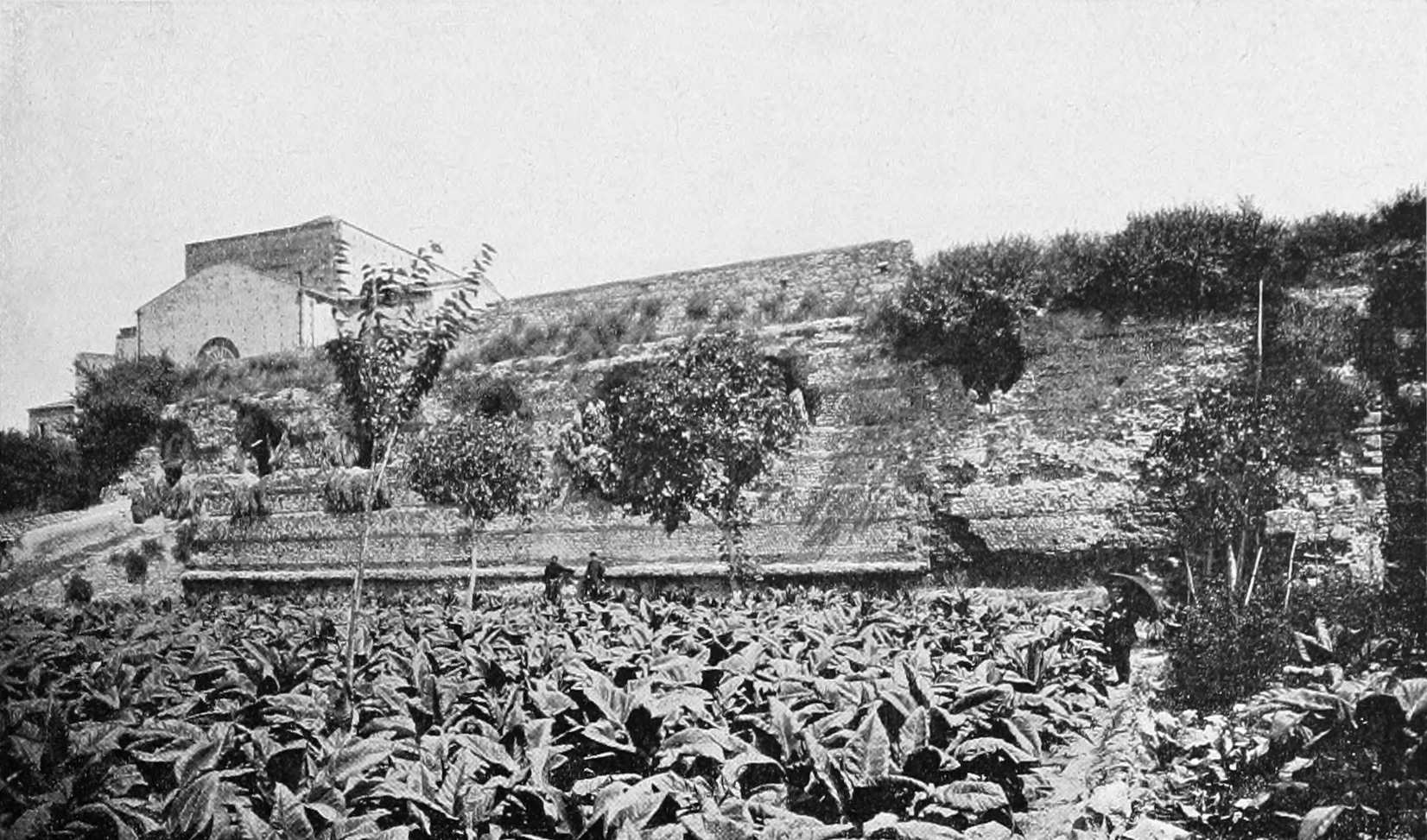
I Santi Quaranta visti da sud nel 1909. In alto a sinistra è la basilica della Madonna delle Grazie.

Nel 1845 l'archeologo Raffaele Garrucci, menzionando i Santi Quaranta, li chiamò «reliquia grandiosa di magnifiche terme», ma probabilmente senza fondamento. L'ipotesi non è stata considerata valida negli studi successivi. È invece ampiamente accettata l'interpretazione proposta inizialmente da Saverio Sorda nel 1878: i Santi Quaranta sarebbero stati un criptoportico, ovvero un passaggio pedonale coperto (e probabilmente pubblico).
Curiosamente Almerico Meomartini, nel suo studio del monumento, rifiutò questa opinione. Egli riteneva, piuttosto, che l'edificio fosse un emporio per lo stoccaggio e lo smistamento delle merci importate, essenzialmente derrate alimentari. Tali edifici, in realtà, sono in genere posizionati in aree portuali; ma Meomartini suggerì che ce ne potessero essere anche in importanti snodi commerciali, come doveva essere l'ingresso dell'Appia a Benevento.
Da un lato infatti, l'architetto sostenne che il corridoio principale fosse troppo angusto per un passaggio pubblico; inoltre, se lo scopo di un criptoportico era proteggere i passanti dalla calura estiva, dal freddo e dai venti invernali, le finestre dei Santi Quaranta erano posizionate in maniera ben poco conveniente, e aeravano gli ambienti in maniera scarsa. Dall'altro, la opinione di Meomartini fu condizionata dal fatto che il monumento doveva includere, originariamente, un numero imprecisato di corridoi secondari: questi per lui potevano essere dei cellari per le varie merci. Ciò avrebbe spiegato anche perché la zona dove si trova il monumento è chiamata Cellarulo, fin dall'XI secolo. L'idea di Meomartini fu accolta con scetticismo già dai suoi contemporanei.
Sebbene, in un manoscritto del 1656, lo storico Alfonso De Blasio avesse individuato l'etimologia del toponimo Cellarulo in una maniera simile, questi non aveva identificato l'emporio con i Santi Quaranta: a suo parere l'edificio era un portico facente parte di una basilica. Mario Rotili sottolineava che tale parere, poiché espresso prima del grande terremoto del Sannio del 1688, era da tenere in considerazione.
Le interpretazioni attuali sembrano più vicine a De Blasio che a Meomartini. Nel 1985 ricerche archeologiche portarono alla scoperta che i Santi Quaranta avevano un secondo piano colonnato, e soprattutto che non lontano da essi si trova un anfiteatro. Ciò ha accresciuto la sensazione che in epoca romana la zona fosse un centro di attività pubbliche, e in particolare che davanti al criptoportico fosse ubicato un foro, magari il forum commune menzionato in un'iscrizione; esso si affiancherebbe a un altro foro cittadino, cui si accedeva tramite l'arco del Sacramento.
Secondo Daniela Giampaola, il colonnato sovrastante i corridoi dei Santi Quaranta è infatti un elemento comune ad altri edifici pubblici situati in fori romani; la studiosa ha anche avanzato l'ipotesi più precisa che questo fosse un foro boario, poi ripresa da Marcello Rotili. Comunque più studiosi ritengono che i Santi Quaranta ebbero una funzione di tipo commerciale, come un mercato coperto.
Si distacca parzialmente da questo filone l'interpretazione di Mario Torelli. Questi ha accolto l'esistenza del secondo foro, ma ha suggerito che il criptoportico, posizionato in modo da attirare l'attenzione di chiunque arrivasse dal ponte Leproso, possa essere stato l'importante santuario di Minerva Berecyntia, collegato a un culto attestato da più iscrizioni di età imperiale ma probabilmente più antico. Berecyntia è un appellativo che rimanda alla Frigia, e quindi a Troia. Benevento, infatti, prima di essere sannitica, era stata una città ai confini occidentali della Daunia che, come altre in tale regione, vantava di essere stata fondata dall'eroe troiano Diomede, protetto dalla dea Atena (cioè Minerva). I Romani, dopo aver conquistato tali città, avevano instaurato un legame con esse tenendo acceso il ricordo della comune discendenza dagli eroi della guerra di Troia.
Non ci sono prove archeologiche a supporto dell'ipotesi di Torelli, come egli stesso ammette. Tuttavia la sua idea ha indotto a pensare anche che, ai tempi dell'imperatore Domiziano, al culto di Minerva sia stato affiancato quello di Iside, e che il tempio cittadino dedicato alla dea egizia sia quindi anch'esso da identificare con i Santi Quaranta.

## Descrizione

I corridoi dei Santi Quaranta. La pianta riporta schematicamente la cronologia delle varie porzioni e l'entità dei danni bellici.

Quando, a fine Ottocento, Almerico Meomartini condusse il suo dettagliato studio, i Santi Quaranta consistevano di tre corridoi, gli stessi di cui sono visibili i resti oggi. A ovest dei corridoi sono i resti di piccoli vani di carattere rurale, costruiti forse a partire dalla dismissione della chiesa dei Santi Quaranta fino al secondo dopoguerra. Meomartini era ignaro dell'esistenza di un livello superiore ai corridoi, scoperto solo con i restauri del 1985.
Il corridoio longitudinale, lungo 60 metri, è orientato in direzione WNW-ESE (ma per semplicità verrà considerato semplicemente W-E); i due corridoi minori si innestano quasi ortogonalmente nel fianco settentrionale di questo, quindi penetrando nel terrazzo naturale su cui sorge la basilica della Madonna delle Grazie. Uno di essi è ubicato all'estremità orientale del corridoio maggiore, mentre l'accesso all'altro si trova a circa 1/3 della lunghezza del maggiore a partire dall'estremità orientale.
Tale ambiente principale, anche se doveva essere già nel XVIII secolo simile a come lo descrisse Meomartini, era una rimanenza di una galleria ben più lunga. Sostruzioni che proseguono lungo la stessa direttrice (ancora parzialmente visibili) furono individuate dall'architetto a entrambe le estremità; in totale, insieme al corridoio rimanente, coprivano 546 m. Se a queste si aggiunge un ambiente coperto a volta osservato, negli anni 1980, sotto un'abitazione di via Luca Mazzella nel centro storico, si può ipotizzare che il manufatto avesse superato i 600 m di lunghezza.

### Corridoio principale (ambiente A)
All'epoca di Meomartini, i 60 m rimasti della galleria principale erano chiusi con due mura alle estremità; in quella orientale si apriva la porta di accesso. La galleria si suddivide in tre bracci, costruiti in tempi diversi. Quello costruito per primo è quello centrale, fra gli innesti dei due corridoi minori. Era piuttosto degradato già ai tempi dello studioso, tanto che vi era stato costruito un pilastro esterno di sostegno. Il secondo braccio a essere costruito è quello a ovest del primo mentre il terzo, il più breve entro i limiti del corridoio analizzato da Meomartini, si trova a est, in corrispondenza dell'accesso al corridoio trasversale orientale.
I primi due bracci furono costruiti seguendo quasi lo stesso schema. La parete esterna, meridionale, era costruita sopra un masso sporgente che si appoggiava sul conglomerato roccioso naturale; originariamente questi ultimi due dovevano essere sepolti dal terreno, ma l'utilizzo agricolo dell'area ha provocato l'abbassamento del livello alla base del criptoportico. La parete era costituita da sei fasce con paramenti in opera quasi reticolata riempiti a getto; ciascuna si esse è innalzata sopra una fascia a filari di laterizi. La fascia a getto più alta presentava tale paramento quasi reticolato solo sulla faccia esterna, mentre l'interno fungeva da estradosso per la volta a botte della galleria. L'estremità orientale del braccio più antica terminava con un'intera cantonata in laterizio, mentre la sua parte occidentale fu asportata per impiantarvi la muratura del secondo braccio. Sopra la terza e la quinta fascia di laterizi la parete si restringeva con due riseghe, visibili su entrambi i lati.

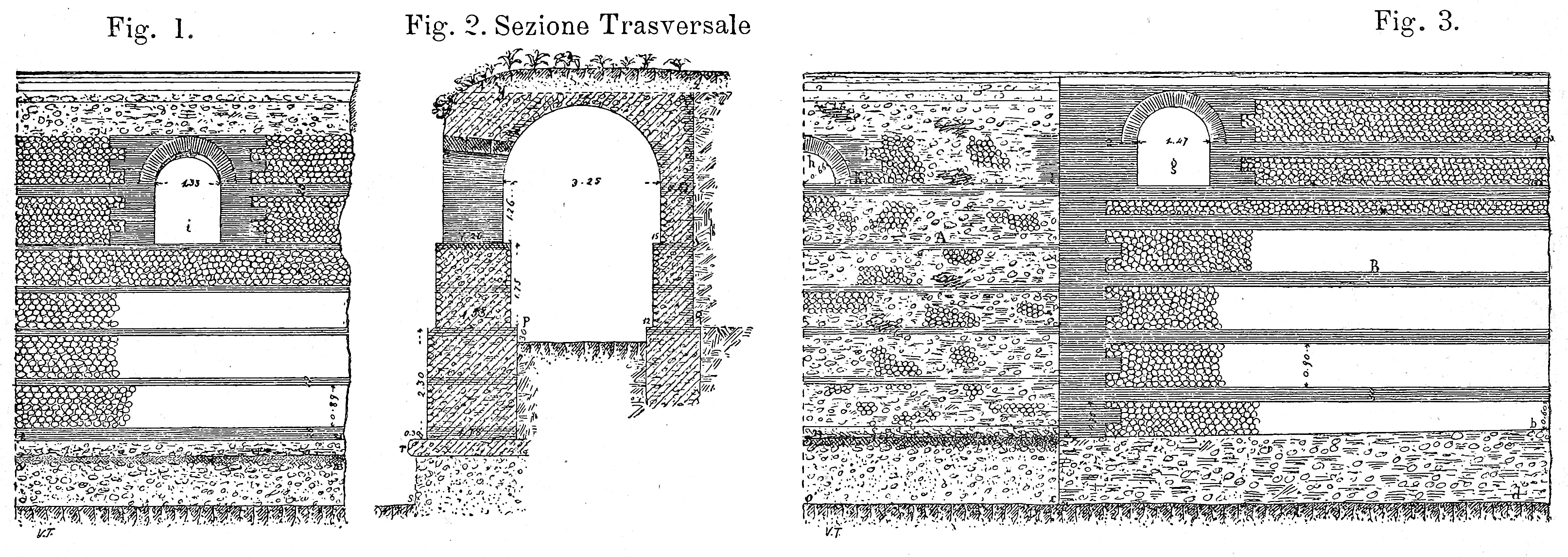
Disegni del corridoio principale inseriti da Meomartini nel suo trattato. Il disegno a sinistra è il paramento esterno del braccio occidentale, quello a destra rappresenta la giunzione fra i bracci centrale ed orientale. Al centro è una sezione del braccio occidentale.

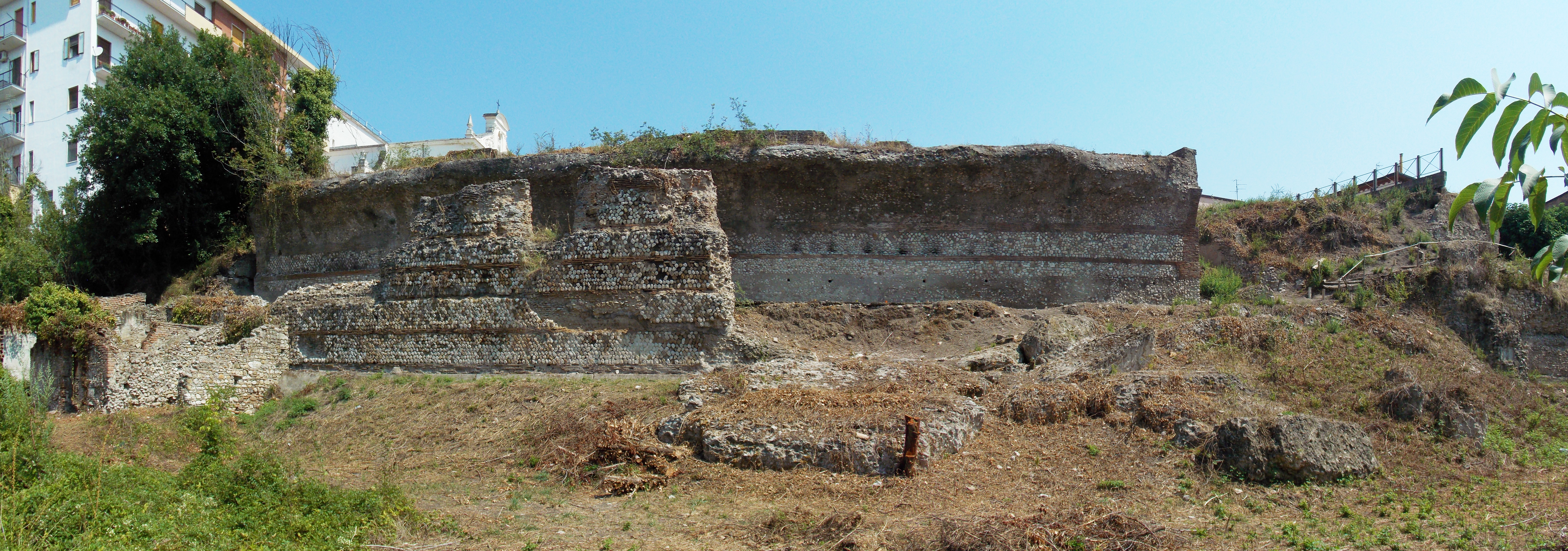
Vista esterna del braccio ovest del corridoio principale. A sinistra si vede il vano in cui era costruita la scala fra il piano del corridoio e le campagne. Verso il centro è il tratto di parete esterna conservata. In basso a destra sono i blocchi crollati da tale parete.

Il braccio centrale della parete meridionale si apriva in tre finestre a intervalli regolari, e quello occidentale in sei. La spaziatura fra le finestre era lievemente diversa nei due bracci. Tutte le finestre erano interamente cortornate in laterizi, con un disegno dentato sulla faccia esterna, ed erano ad arco. Gli archi erano tutti impostati sopra la fascia di laterizi più alta della parete; ma, se questa fungeva anche da davanzale per le finestre del braccio più antico, quelle del braccio occidentale erano aperte fino alla fascia di laterizi inferiore. La finestra più a ovest era stata trasformata in un'ulteriore porta di accesso alla galleria, e collegata alle campagne sottostanti con una scala esterna.
Secondo Meomartini, l'imponente spessore delle mura alla base era un elemento a favore dell'identificazione dell'edificio come un emporio. A dire dello studioso, l'accorgimento era dovuto alla necessità di sostenere le spinte impresse alle pareti dalle merci stoccate. Ebanista, invece, ritiene che esso sia stato necessario per poter sostenere il peso del livello superiore dell'edificio, oltre che contrastare le spinte dovute al dislivello naturale.
La parete settentrionale del braccio occidentale è simile a quella meridionale, ma non include le due fasce in opera quasi reticolata più basse, perché può contare su una sostruzione rocciosa più alta. Inoltre è più sottile, ed è risegata solo sul lato prospiciente l'interno del corridoio; non presenta finestre, come del resto nessuna delle pareti adiacenti al terrazzo naturale. All'estremità occidentale della parete si apre un canale di scolo.
La parete settentrionale del braccio più antico, quello fra gli accessi ai due corridoi trasversali, era stato alterato: la parte più vicina al corridoio minore intermedio era stata ingrossata con un muro in laterizi (Meomartini sosteneva che il muro originario fosse ancora presente dietro di esso), mentre quella più vicina al corridoio minore orientale era stata tagliata via e arretrata, con un nuovo paramento in opera mista. Alla fine del XVIII secolo entro quest'ultimo muro era riconoscibile un'apertura murata, forse un ingresso a un ulteriore corridoio minore, parallelo agli altri due.
Probabilmente il piano di calpestio del corridoio era poco al di sotto della risega più bassa, cosicché il filare di laterizi più alto delle due pareti era collocato a un'altezza di circa 3,30 m. Tale filare fungeva da imposta per la volta della galleria, ampia 3,25 m. Questa era realizzata con un getto di malta e tufo; due archi in laterizi la delimitavano in corrispondenza dell'estremità occidentale e dell'intersezione con il corridoio minore intermedio.
La parte meno antica del corridoio, quella a oriente, presentava diverse differenze dalle altre due. Fu costruita quando venne realizzato, in corrispondenza, il corridoio minore orientale; in quest'occasione venne anche realizzato il tratto sbieco di parete in opera mista sopra menzionato.
La parete meridionale di tale tratto è innestata, piuttosto che sulla roccia naturale, su un masso di muratura a getto che segue un andamento in salita verso est, mimando quello del terreno. La parete è spessa quanto la base della parete meridionale nel resto del corridoio, ma a differenza di questa non presentava riseghe. Inoltre, anche se essa aveva una suddivisione in fasce analoga al resto delle pareti del corridoio, tali fasce erano in numero maggiore e non corrispondevano a quelle già costruite. Anche l'unica finestra che poteva vedere Meomartini in questo braccio aveva l'arco impostato più in alto di tutte le altre, forse per assecondare la salita del piano di calpestio. In aderenza al tratto centrale, tale parete presenta anch'essa una cantonata in laterizi; sono visibili in essa tracce di fori circolari, in cui probabilmente erano iserite le travi del ponteggio durante la costruzione.
Proseguendo verso est si trova, integrato con tale parete, un ulteriore tratto costruito a ciottoli e laterizi, che raggiunge via Ursus. Tale tratto, costruito nel periodo in cui l'edificio ospitava attrezzi agricoli, delimitava un portico, visibile nelle raffigurazioni dell'edificio del XIX secolo, in fondo al quale si trovava l'accesso alla galleria.
La volta del corridoio è crollata ovunque. La parete settentrionale del braccio occidentale è conservata per intero, compreso l'intradosso della volta. Tuttavia durante i restauri del 1985 si è resa necessaria qualche integrazione.
La parete meridionale in corrispondenza è inclinata di qualche grado e conserva, nel tratto più alto, cinque fasce in opera quasi reticolata e parte di una finestra. Tale tratto è stato consolidato con un sostegno esterno in cemento. A est di esso, i brandelli più consistenti di un ampio segmento di muro crollato sono stati lasciati ai piedi dell'edificio. Ancora oltre, la parete meridionale è conservata per circa metà della sua altezza originaria, anche se la parte più antica ha perso quasi del tutto il suo paramento. La parete settentrionale sbieca, fra i due corridoi trasversali, è in precario stato di conservazione, e il corridoio in questo tratto è sepolto dal terreno.

### Corridoio trasversale intermedio (ambiente B)

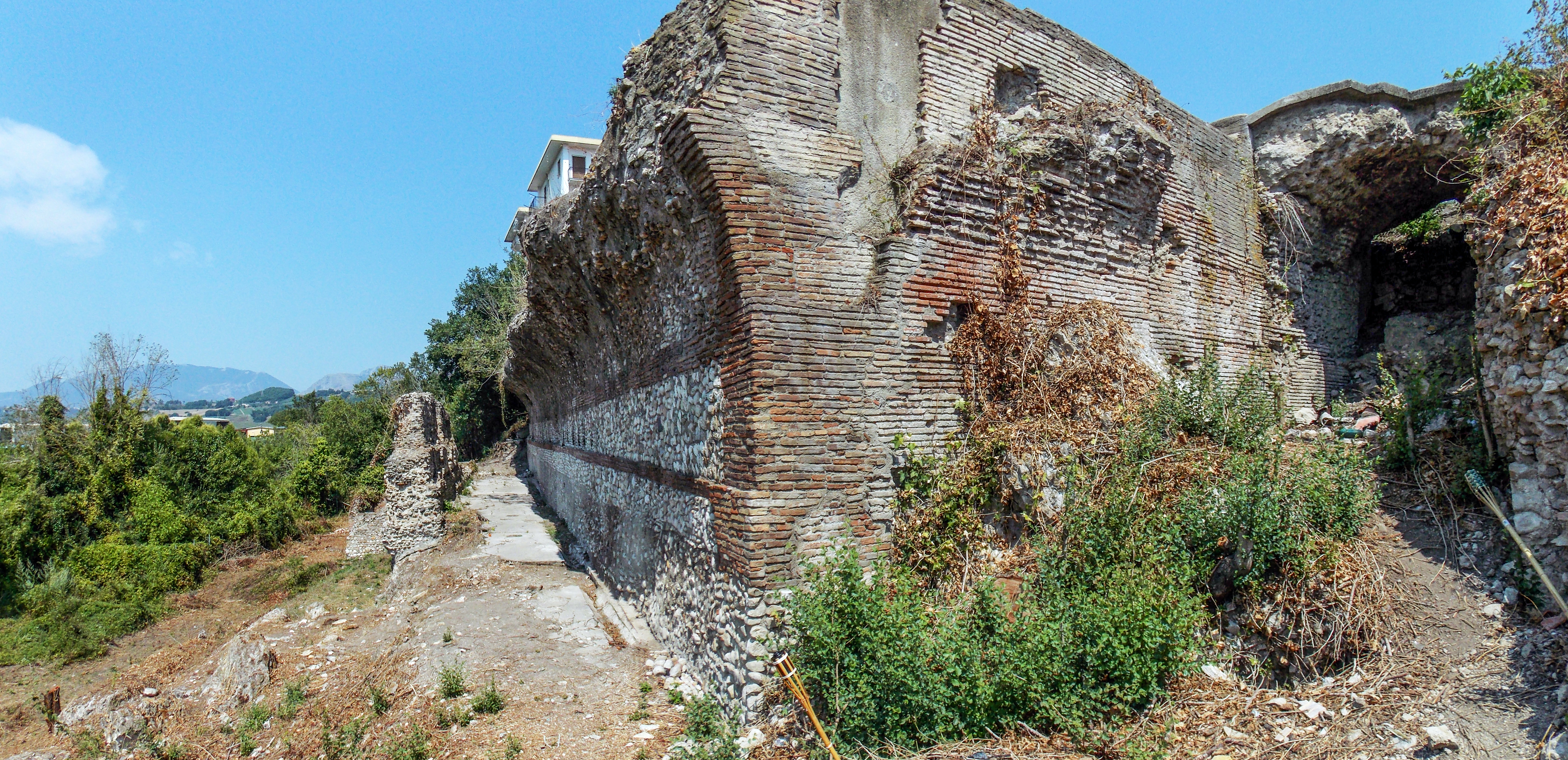
La giunzione fra il braccio occidentale del corridoio lungo e il corridoio trasversale intermedio

Il più lungo dei due corridoi minori ha un'ampiezza oscillante fra i 3 e i 3,30 m. All'epoca di Meomartini era lungo circa 17 m, ma più di 4 metri in fondo a esso sono, attualmente, completamente coperti: l'attuale fondo del corridoio è segnalato da un muro a secco eretto sopra materiale di crollo.
Il corridoio appare delimitato da due pareti laterali in laterizi ma, a dire di Meomartini, questi sono soltanto dei paramenti, aggiunti come rinforzo sulla facciata di pareti in opera quasi reticolata, analoghe a quelle del corridoio maggiore (rinforzo che viene suggerito anche dalla parete sbieca che delimita una parte di quest'ultimo). Tali pareti originarie non sono distinguibili attualmente (tranne forse una piccola chiazza) ma, ammesso che esistano, esse potrebbero essere parte del nucleo originario dei Santi Quaranta; mentre le pareti o rivestimenti in laterizi sarebbero coeve all'espansione occidentale della galleria maggiore.
Le pareti poggiano su un masso di muratura a getto, che digrada dal fondo del corridoio verso il suo innesto con il corridoio principale, seguendo l'andamento naturale del terreno. L'elevazione della parete est sopra tale masso forma una risega che segnalerebbe, secondo Meomartini, il piano di calpestio; l'altezza totale del corridoio in fondo sarebbe stata di 3,55 m. In corrispondenza della parete orientale, il masso si eleva per 90 cm sopra la roccia sottostante; mentre, a causa della configurazione naturale della zona, la controparte occidentale è più profonda. Due canaletti di scolo, situati immediatamente sotto la base delle pareti, si trovavano in fondo al corridoio e nella parete orientale rispettivamente. Tuttavia, nulla di ciò risulta visibile: il corridoio si andava già riempiendo di terreno alla fine del XIX secolo, e allo stato attuale lo è ancora di più.
La volta del corridoio è stata costruita in due periodi diversi. Quella frontale, che da quel poco che rimane sembra impostata in laterizi, fu realizzata insieme alle pareti visibili; mentre quella in fondo, in «conci calcarei e laterizi», è frutto di un intervento successivo. Quest'ultima è l'unico tratto di volta che sia rimasto integro in tutto l'edificio.
Circa a metà della lunghezza della galleria in questione erano probabilmente innestati due ulteriori ambienti a volta, uno di fronte all'altro, paralleli al corridoio maggiore. Indizi di ciò sono il fatto che il tratto di volta crollato in questo punto era a crociera, e sotto di esso la parete presenta segni di aperture murate: quella a ovest in laterizi, quella a est in «muratura moderna» di età imprecisata. Il corridoio obliterato a est sopravvisse forse più a lungo dell'altro, e la sua altra estremità potrebbe essere stata collegata con il corridoio minore orientale tuttora visibile. Un tratto di muro trasversale è visibile attualmente presso l'ingresso otturato di tale corridoio.
Meomartini ritenne che ci potessero essere ulteriori corridoi obliterati paralleli ai due di sopra: presso il fondo della galleria esistente (nella zona ora inaccessibile), dietro una fenditura del muro orientale, egli aveva individuato un tratto di un ulteriore muro in laterizi. E anche il muro di fondo della galleria, da lui considerato recente, coprirebbe un pilastro antico che lasciava aperto un passaggio verso nord.
Un ulteriore elemento nel tratto ora inaccessibile sono due lunette aperte sui fianchi della volta, le uniche aperture della galleria verso l'esterno.
La parete nordorientale in laterizi presenta una risega, spessa 30 cm e alta 1,30 m, che parte dal fondo del corridoio e fa un angolo come per seguire il corridoio murato. Secondo Meomartini, questo poteva essere un piano d'appoggio per «vasi contenenti liquidi», relativo all'utilizzo del corridoio come cellario.

### Corridoio trasversale orientale (ambiente C)

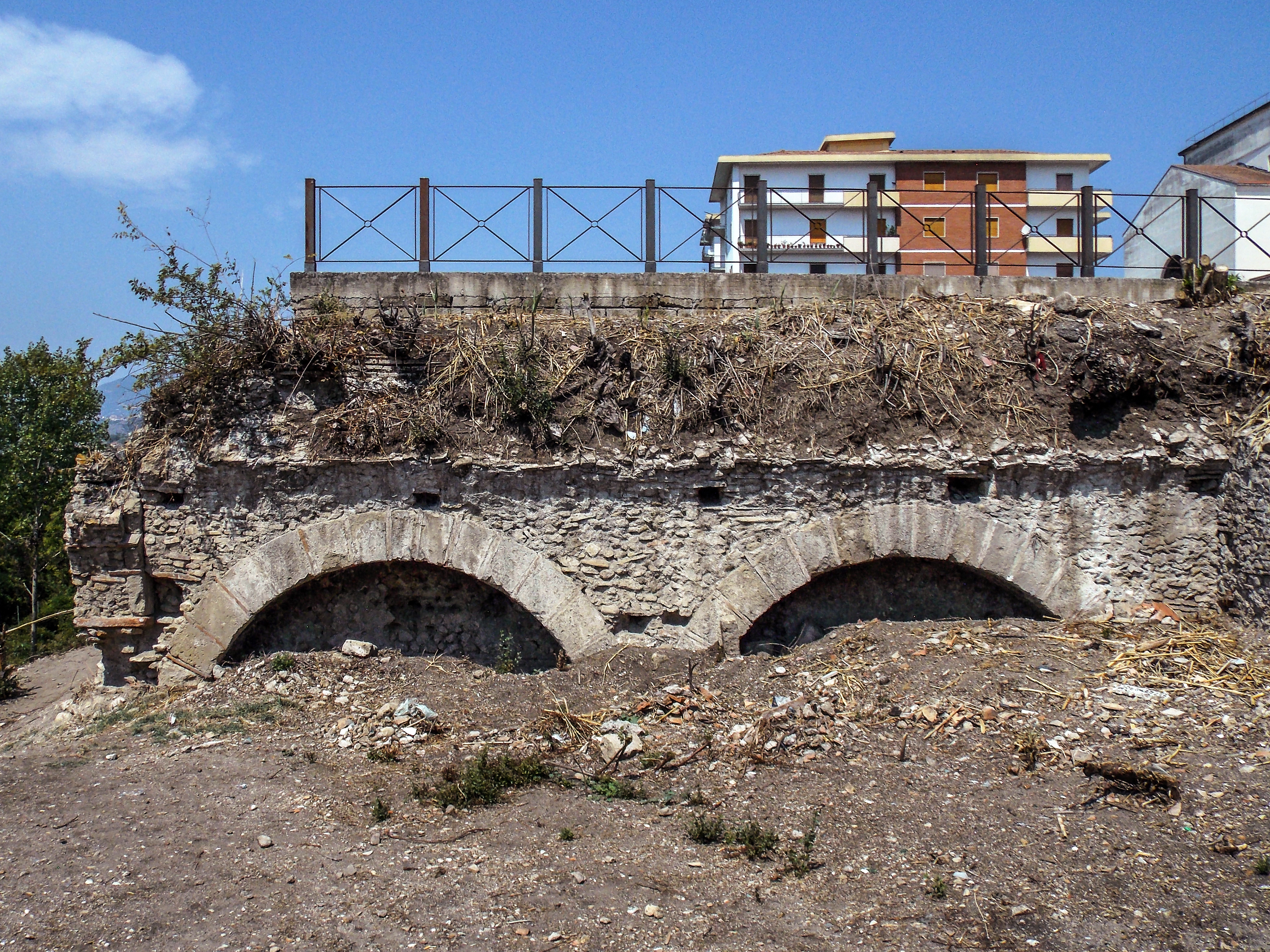
Gli archi longobardi interrati

Il corridoio orientale, largo all'incirca quanto quello intermedio ma più corto, fu realizzato insieme al braccio del corridoio principale situato davanti a esso. Il Meomartini lo descrisse come interamente costruito in opera quasi reticolata. Attualmente il terreno ingombra i resti di tale ambiente quasi per intero, e se ne possono vedere solo la parete occidentale e un tratto di quella di fondo, che sono conservate per l'intera loro altezza e delimitano il terrapieno. Tre pilastri, costruiti in aderenza alla parete occidentale, sostengono due archi, e lo stesso avveniva nella parete orientale. Un ulteriore arco si trovava in corrispondenza dell'accesso dal corridoio principale. Meomartini notava anche un pilastro in laterizi, di epoca romana, a sinistra dell'ingresso, in corrispondenza del punto dove la parete originaria del corridoio longitudinale era stata tagliata via.
Gli archi, che risalgono molto probabilmente all'epoca longobarda, sostenevano una volta a botte che sostituiva quella originaria; sopra di essa era costruita la chiesa dedicata ai Santi Quaranta. Tali archi sono costituiti da conci in tufo, alternati a laterizi di reimpiego, simili a quelli dell'ex chiesa di Sant'Ilario a Port'Aurea sempre a Benevento.
L'unico tratto di mura romane distinguibile è quello al di sotto dell'arco più vicino all'ingresso. Sotto l'altro arco, infatti, è una muratura in opera incerta, che potrebbe essere servita a chiudere il vano obliterato di cui si vede l'altro accesso nel corridoio trasversale intermedio. Di opera incerta, in ciottoli e laterizi, sono anche tutti i tratti di muratura nella parte alta.
Meomartini segnalò la presenza, sotto il primo arco nella parete orientale, ora sepolta o crollata, di un ingresso al corridoio, aperto in tempi successivi alla realizzazione del vano. L'architetto ipotizzò che tale ingresso servisse per comunicare con la chiesa sovrastante. Già Stefano Borgia aveva ipotizzato, infatti, che questo corridoio fosse stato riutilizzato come la Carniera dove, secondo il resoconto di Falcone Beneventano del 1128, fu trasportato il corpo del rettore Guglielmo dopo la sua esecuzione. Sebbene Meomartini affermasse di aver riconosciuto dei resti umani, non ci sono elementi concreti a sostegno di tale proposta.

### Livello superiore
Il secondo livello dell'edificio, all'incirca alla stessa quota della basilica della Madonna delle Grazie, conserva pochi resti di alcuni vani. Uno di questi ricalcava il corridoio trasversale intermedio; un altro, più grande, era a ovest di questo. Tale ambiente maggiore occupava buona parte del braccio occidentale del corridoio longitudinale, e si spingeva più indietro, sul piano del terrapieno. Conserva alcuni brani di pavimento in opera spicata, e un paio di basi di colonne, resti probabilmente di un colonnato che sorgeva sopra la parete settentrionale del corridoio principale del criptoportico. Ovviamente tale ambiente deve essere stato realizzato non prima del braccio occidentale del corridoio longitudinale; forse risale all'epoca di costruzione del corridoio orientale.
In una fase successiva il colonnato fu inglobato in un muro continuo, di cui rimane qualche resto. Alcuni scalini conducevano a una porta entro tale muro, situata nel mezzo delle due basi di colonne superstiti. Si vedono resti di un ulteriore ambiente ancora più a ovest, realizzato forse in questa stessa occasione.
Nella parte occidentale dell'ambiente maggiore sono tre tombe tardoantiche o altomedievali, due con cassa in tufo e una in conci calcarei. Le sepolture dovrebbero essere collegate all'esistenza della chiesa dei Santi Quaranta.